# Rattata
Rattata is een ratachtige Pokémon, die al vroeg in het computerspel door de speler gevangen kan worden. Hij komt vaak voor in de regio's Kanto en Johto van de spelwereld.
Met zijn scherpe voortanden is hij in staat zijn tegenstander lelijk te verwonden. Rattata evolueert op level 20 in Raticate.

## Biologie

### Fysiologie
Rattata is een kleine, ongespecialiseerd knaagdier. Zijn meest opvallende eigenschap zijn zijn grote tanden. Zoals bij de meeste knaagdieren groeien zijn tanden continu tijdens zijn leven, en moeten ze constant gesleten worden door te knagen. Hij heeft lange snorharen en een lange, licht gekrulde staart. Rattata heeft paarse vacht op zijn rug, en roomkleurige vacht op zijn buik. Deze kleurencombinatie (donker bovenaan, lichter onderaan) is een veelvoorkomend verdedigingsmechanisme voor vele kleine dieren.

#### Verschillen in geslacht
Vrouwelijke Rattata hebben kortere snorharen en een lichtere kleur van vacht. De verdeling mannelijk/vrouwelijk is 50/50.

#### Speciale eigenschappen
Rattata hebben een lage overlevingsbehoefte, waardoor ze in zo goed als elke omgeving kunnen overleven. Omdat ze zich zo snel voortplanten kan een koppel zeer snel een gebied koloniseren. Rattata zijn ook zeer snel, en hun tanden groeien onophoudelijk.

### Gedrag
Rattata heeft een snelle stofwisseling. Hierdoor spendeert hij de meeste tijd van zijn snelle leven aan het zoeken naar voedsel. Dankzij hun scherpe hoektanden kunnen ze bijna alles eten. Echter, omdat ze constant op harde voorwerpen bijten om hun tanden op beheersbare lengte te houden, is het vaak moeilijk te zeggen of ze echt iets aan het eten zijn of er slecht op aan het knagen zijn. Wanneer ze zich bedreigd voelen, kan Rattata een krachtige beet leveren. Ze worden vaak gezien in vele soorten plaatsen, en kunnen een plaag worden door hun snelle voortplantingsgraad. Er wordt gezegd dat voor elke Rattata die gevonden wordt, er veertig anderen ergens verstopt zitten. Veel jonge trainers trainen een Rattata dankzij hun makkelijke verkrijgbaarheid.

### Habitat
Rattata leven van nature in velden en savannes. Echter, ze worden in zo goed als elke omgevingen gevonden dankzij hun eigenschap overal te kunnen overleven. Ze zijn zeer veelvoorkomend in Kanto, Johto en Sinnoh.

### Dieet
Rattata zijn niet kieskeurig als het op eten aankomt, en ze zullen bijna alles eetbaars eten. Echter, ze kunnen soms gevonden worden in het bezit van een Chilan Berry.
In de eerste aflevering van de tekenfilmreeks zegt Ash' Pokédex dat Rattata "houdt van kaas, noten, fruit en bessen... en voedsel steelt van domme reizigers".

## Ruilkaartenspel
Er bestaan twaalf Rattata kaarten, waarvan één enkel in Japan is uitgebracht. Ook bestaan er twee Lt. Surge's Rattata kaarten. Alle kaarten hebben het type Colorless als element.